# Uwan

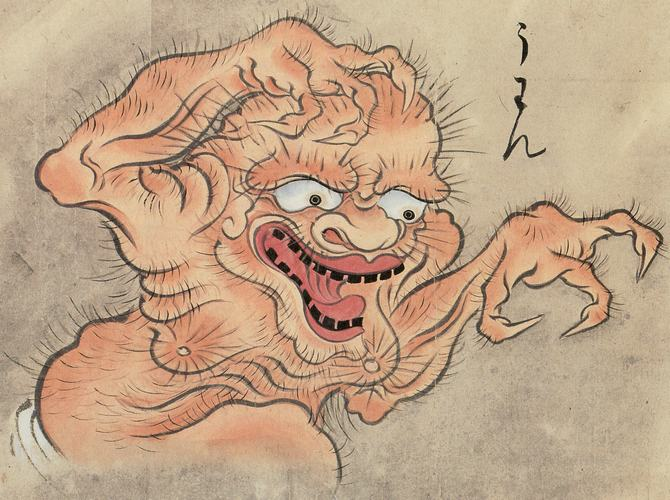
Un Uwan rappresentato da Sūshi Sawaki nello Hyakkai Zukan

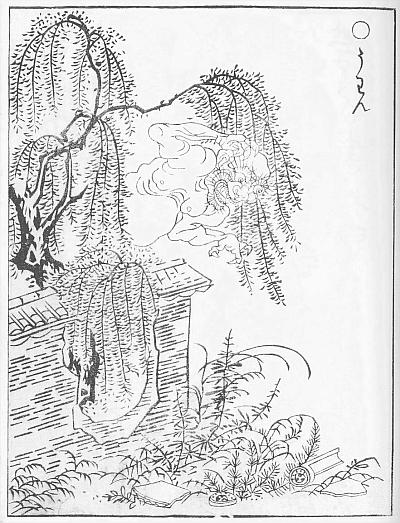
Un Uwan nel Gazu Hyakki Yagyō di Sekien Toriyama

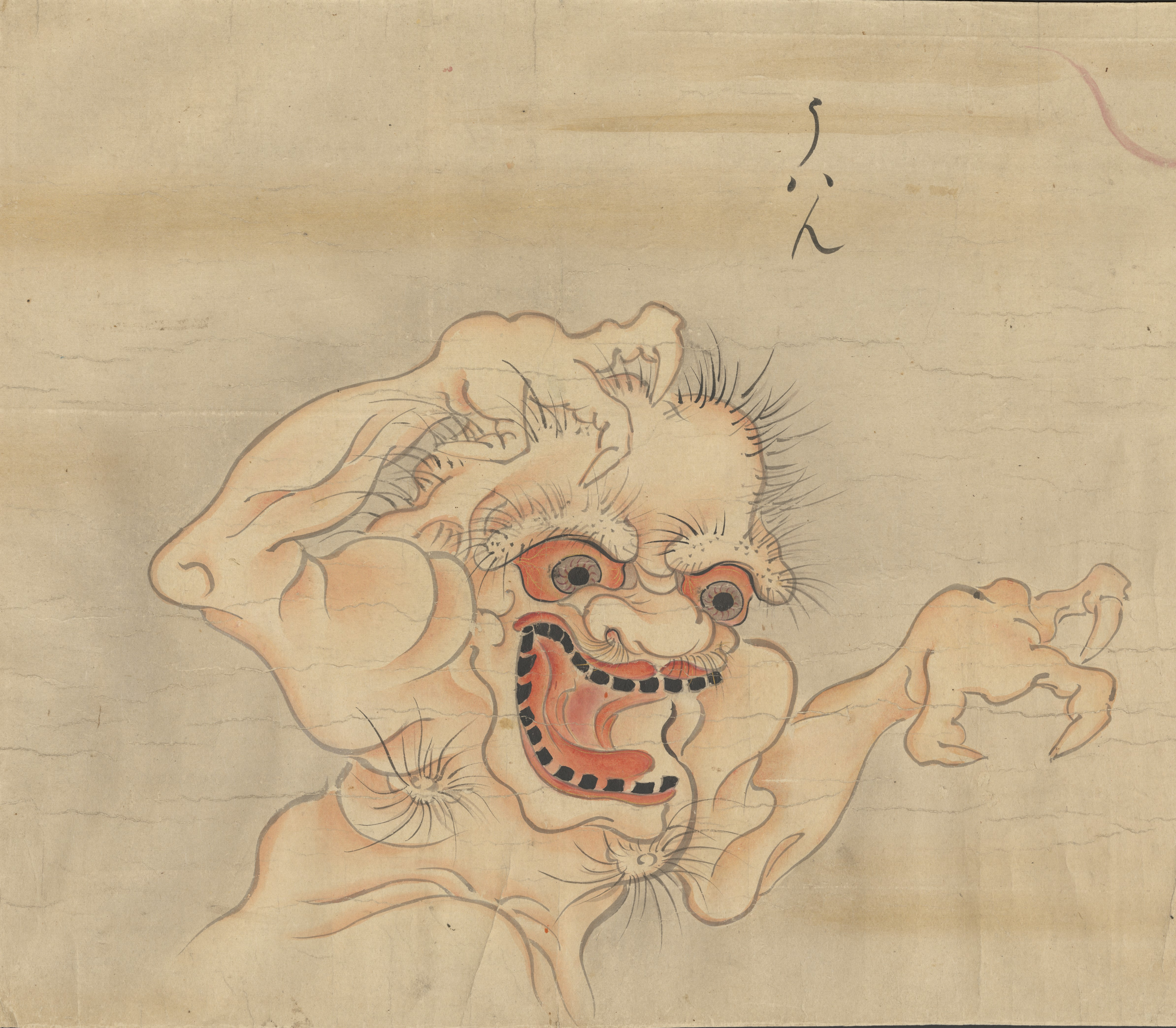
Uwan (う ハ ん) di Bakemono no e (化 物 之 繪, 1700 ca.), Harry F. Bruning Collection di libri e manoscritti giapponesi, L. Tom Perry Special Collections, Harold B. Lee Library, Brigham Young University.

Una Uwan (うわん?) è una voce senza corpo che abita nei vecchi templi o nelle case abbandonate. Secondo le antiche leggende che circolano nella Prefettura di Aomori, quando una persona entra in uno di questi edifici, sente il grido « Uwan! ». Solo le persone all'interno dell'edificio sentono queste voci, chi è all'esterno non sente niente. Dato che Uwan non ha corpo, non è una minaccia fisica.
Certe leggende giapponesi dicono che un'Uwan sia composto da suono, luce ed altri elementi naturali. 
Tuttavia, durante il periodo Edo (1601-1868), gli artisti, come Sūshi Sawaki nella sua opera, rappresentarono questi demoni con un corpo fisico.
Shigeru Mizuki affermava che le kerakeraonna, ridacchianti gargantueschi mostri dalle fattezze di donna, appartenevano alla stessa tipologia degli Uwan.